# Joan Narach
Joan Narach (Perpinyà, 1865 — Perpinyà, 1948) fou poeta rossellonès.
Fou col·laborador de diverses revistes rosselloneses. Reuní la seva obra en el recull poètic Flors d'hivern (1934), amb pròleg de Joan Amade i traduït al francès.
El 1932 va participar en els Jocs Florals de Barcelona amb els poemes Vertigen, Fullaraca i Maduixa de tardor. I el 1935, als Jocs Florals de Tolosa on va guanyar el premi de la Prímula (Primevère) a la millor faula o apòleg pel poema El Roure.
La seva poesia, d'un llenguatge molt pur, centrada en la família, la llar i el record, ha estat redescoberta pels cantants de la nova cançó rossellonesa.